# Refúsenik
Refúsenik o refyúznik (en hebreo: מסורב עליה‎, mesorav aliyah o «aquel que no está autorizado a realizar la aliyah» —migración—; en ruso: отказник, otkáznik, de отказ, «negativa») era un término no oficial para las personas, por lo general, pero no exclusivamente, judías soviéticas, a las que se les negaba el permiso para abandonar la URSS (u otros países del entonces Bloque del Este u oriental), durante la denominada Guerra Fría. El término refúsenik es en realidad una palabra por momentos irónica, derivada del verbo inglés to refuse («rehusar» o «denegar»), a la que se le agregó el sufijo ruso nik. Pero con el paso del tiempo, e incluso luego del colapso de la Unión Soviética, el término «refúsenik» ha entrado en el uso coloquial anglosajón para referirse a cualquier tipo de manifestante, proveniente de cualquier país.

## Historia de losrefúseniksen la Unión Soviética
Un número cada vez mayor de judíos soviéticos comenzaron a solicitar visados de salida para poder emigrar de la Unión Soviética, especialmente en el período posterior la Guerra de los Seis Días de 1967. Si bien a algunos se les permitió salir, a la mayoría se les negó el permiso para emigrar, en algunos casos instantáneamente, en otros demorando, "durmiendo" o haciendo languidecer las peticiones durante años en el OVIR (ОВиР: Отдел Виз и Регистрации, transliterado como Otdel Viz i Reg(u)istratsii, "Oficina de visados y registro"), el departamento del MVD responsable de la provisión de los visados de salida. 
En muchos casos, la razón que se les dio a algunas de estas personas, en particular a los ingenieros, fue que en algún momento de sus carreras habían tenido contacto con información vital para la seguridad nacional de la Unión Soviética
Para solicitar un visado de salida, los candidatos (a veces toda su familia) a menudo debían abandonar sus (obviamente estatales) puestos de trabajo, lo que a su vez los hacía vulnerables a recibir acusaciones de parasitismo social, tipificado como delito en el código penal soviético.
Muchos judíos soviéticos encontraron que el antisemitismo institucionalizado de la URSS bloqueaba las posibilidades de promoción o avance de sus peticiones. De hecho, algunas áreas del gobierno soviético estaban virtualmente restringidas a los judíos, a pesar de tener éstos una representación superproporcional en el PCUS, mucho más alta que la de cualquier otro grupo nacional.
Además, como el "judaísmo" para el Estado soviético era sólo una "nacionalidad" y no una religión, los judíos tenían serias restricciones a la hora de practicar públicamente su propia fe religiosa. De hecho, en Moscú, una ciudad de varios millones de habitantes, tan solo un puñado de sinagogas gozaban del permiso oficial para poder funcionar como lugares de culto. Si bien muchos habitantes de origen hebreo deseaban emigrar debido a esta severa limitación que sufrían respecto de su vida cultural, el solo pedido de un visado de salida ya era visto como un hostil acto de "deserción" o "traición" por parte del régimen soviético.
Por lo tanto, la sola petición del permiso de emigración ya de por sí entrañaba bastante riesgo, debido a que la muy probable negativa oficial iba frecuentemente acompañada del despido del trabajo. Y como el Estado era el único empleador, lo más probable es que el ahora "indeseable" no pudiese encontrar otro empleo, por lo que el ahora refúsenik se exponía a la marginación económica y a ser acusado de ostracismo social a pesar de no depender de él mismo llegar a esa eventual condición.
Un destacado defensor y portavoz del movimiento refúsenik durante la década de 1970 fue Natán Sharanski. Éste, con la participación de la agrupación Helsinki-Moscow Watch Group, ayudó a incorporar la lucha por los derechos de emigración dentro del contexto mayor del movimiento de derechos humanos en la URSS. Su posterior detención y juicio (bajo supuestos -y fabricados- cargos de espionaje y traición) terminó afectando al propio régimen soviético en el exterior, al favorecer el apoyo internacional a la causa refúsenik.
Los refúseniks judíos incluían a aquellos que deseaban emigrar debido a motivos religiosos, a los que deseaban hacerlo debido a sus aspiraciones nacionalistas o sionistas y a los relativamente seculares, los cuales, no obstante, deseaban escapar de una corriente de antisemitismo patrocinada por el propio Estado soviético, a veces de manera sutil, y otras, de forma más visible.
Además, un creciente número de alemanes del Volga intentaron obtener permiso para emigrar a la entonces Alemania Occidental (RFA). A la diáspora potencial de éstos se fueron uniendo varios armenios, cristianos evangélicos, católicos, y otros grupos étnicos o religiosos que deseaban exiliarse de la URSS, para así escapar de las históricas persecuciones de las que habían sido víctimas (y que eventualmente aún sufrían de manera residual). Por su parte, otros sencillamente lo hacían buscando una vida mejor en Occidente, con mejores perspectivas económicas.
La llegada al poder de Mijaíl Gorbachov en la Unión Soviética en 1985, unido a sus posteriores políticas de glásnost y perestroika, así como el deseo de tener mejores relaciones con Occidente provocó cambios importantes. La mayoría de refúseniks fueron autorizados a emigrar. Con el colapso de la Unión Soviética en 1991, en gran parte ese término -junto al ruso original otkáznik- pasó a la historia.

## En el cine
En 2008 la cineasta Laura Bialis realizó una película documental, llamada simplemente Refúsenik, la cual retrata la lucha de ese movimiento en pos del reconocimiento de sus derechos humanos en la ex URSS.

## En otros países
En el ámbito musulmán, la expresión muslim refusenik ha sido utilizada por la escritora feminista musulmana Irshad Manji para referirse a aquellos musulmanes que se oponen al fundamentalismo islámico. 
En el Reino Unido se les llama refusenik a quienes se niegan a aceptar la tarjeta de identidad británica.
En Israel se aplicó el término a partir de 2002 a centenares de militares de la escala media y baja del Ejército israelí que se negaron a servir en territorios palestinos por considerar que contribuían a la ocupación ilegal de un país y a la humillación y maltrato de la población civil.